# Originalitat
L'originalitat és la capacitat que té una persona per crear quelcom nou, especialment en el terreny artístic. Un original es refereix també a l'obra resultant d'aquesta creació, el model del qual es deriven les còpies, imitacions, plagis i falsificacions (en sentit negatiu) o les obres derivades a manera d'homenatge (en sentit positiu).
En l'art no sempre ha existit el concepte d'originalitat. En el món grec, eren les muses les que inspiraven els artistes que així plasmaven el que succeïa al món dels déus en les seves obres. Aquests models d'excel·lència eren constantment copiats i recreats pels autors grecollatins posteriors (on va sorgir el concepte de clàssic com a obra admirable que influeix en el futur de l'art). Igualment a l'edat mitjana els autors no sempre buscaven destacar com a originals, per això hi ha molta obra anònima i col·lectiva. Als segles posteriors es reconeixia l'autoria i el mèrit de saber integrar diversos clàssics, sense abandonar la fidelitat als mestres, seguint la frase nihil novi sub sole (no hi ha res de nou sota el sol), d'origen bíblic, per indicar que el bon art és en el fons el que tracta els mateixos temes recurrents, ja que respon a les passions i aspiracions constants de l'ésser humà: els antics van imitar la natura i els moderns imiten els antics i així es forma el cànon a través de la imitatio, un art en ella mateixa des de Dionís d'Halicarnàs.
Des del segle xviii i especialment amb l'arribada del romanticisme l'originalitat esdevé una característica rellevant per jutjar el mèrit artístic, abans basat sobretot en la perfecció formal. El geni creador és capaç de copsar el món d'una manera única i de reflectir la seva personalitat, creativitat i imaginació en la seva obra essent aleshores original. Els drets d'autor van sorgir posteriorment, incrementant-se al segle xx, per protegir aquesta obra única, fos un invent (amb les patents), un pensament o un mode de fer. La postmodernitat qüestiona la idea d'originalitat fent èmfasi en els gèneres híbrids: cada obra recrea les anteriors a partir de la intertextualitat, d'agafar fragments de diferents autors, èpoques i mitjans per configurar una peça polièdrica, adequada a un món on el relativisme i el canvi s'imposen.